# ブロンディ (犬)

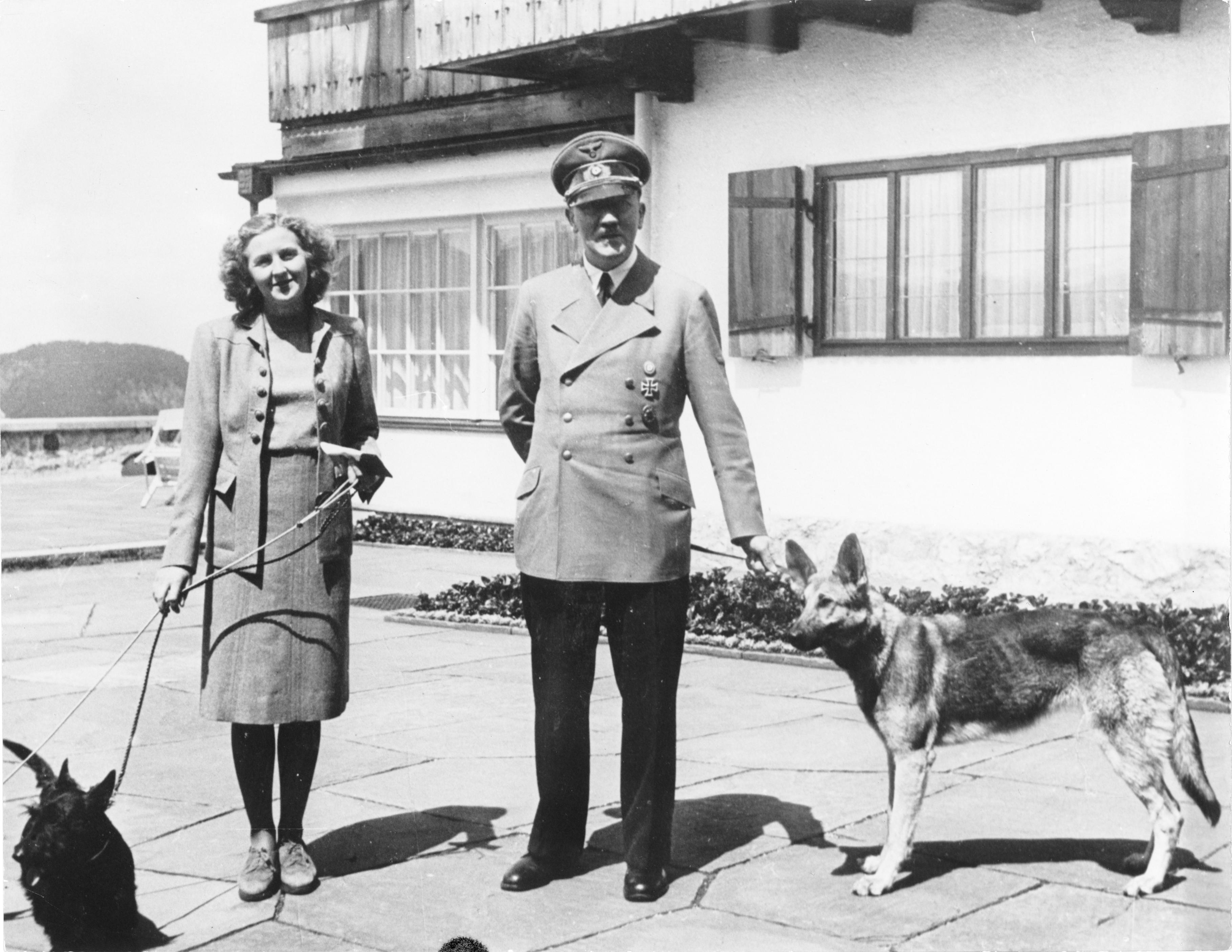
ヒトラーとブロンディ。左はエーファ・ブラウン（1942年6月、ベルクホーフの別荘にて）

ブロンディ（Blondi、1941年 - 1945年4月29日）は、アドルフ・ヒトラーの愛犬で、1941年、子犬の時にマルティン・ボルマンから贈られたジャーマン・シェパード・ドッグのメスである。ヒトラーは1945年1月16日に総統官邸の庭の下にある総統地下壕に移った後も、ブロンディを飼い続けた。
ヒトラーはブロンディを愛好しており、地下壕にいる間は彼女を常に傍に置き、自分のベッドで寝かせていた。ヒトラーの秘書トラウデル・ユンゲによると、ヒトラーの付き添いであったエヴァ・ブラウンはブロンディのことを好かず、ネグスとシュタージという2匹のスコティッシュ・テリアを可愛がっていた。
ブロンディは、ヒトラーを動物愛好家として描くことでナチスのプロパガンダに一役買った。ブロンディのような犬は「ゲルマン原種」として狼に近しい存在とされ、ナチス時代に大流行した。1945年4月29日、死の1日前、ヒトラーはハインリヒ・ヒムラー率いるSSを通じて受け取ったシアン化物カプセルの効力に疑念を抱いたことから、カプセルの効能を確めるため、ブロンディにカプセルを投与するようSSの医師ヴェルナー・ハーゼに命じ、結果ブロンディは死亡した。

## ブロンディの子犬
1945年3月または4月初旬（おそらく4月4日）に、彼女はゲルディ・トロスト（英語版）の飼うジャーマン・シェパード、ハラスと交配し、5匹の子犬を産んだ。アドルフ・ヒトラーは、その子犬の1匹に「ヴルフ」と命名した。これはヒトラーの愛称であり、「高貴な狼」を意味する自身の名前「アドルフ」から採られたものでもある。ヒトラーはその子犬の訓練を施した。ブロンディの子犬の内1匹は、エヴァ・ブラウンの妹グレトルに贈られた。エヴァはグレトルに、ブロンディと3匹の子犬の写真を同封した手紙を送り、グレトルの子犬は矢印で示されていた。

## ヒトラーと縁のある他の犬
第一次世界大戦中の軍務中、ヒトラーは迷子の白いフォックス・テリアの「フックスル」を保護した。ヒトラーはフックスルに深い愛情を注ぎ、前線での勤務がない時は、宿舎で犬と遊んだり、芸を教えたりする時間を多く過ごしていた。1917年8月、部隊が移動を余儀なくされた際、犬が行方不明になったとき、ヒトラーは深く悲しんだ。
ヒトラーは1921年、貧困時代に「プリンツ」という名前のジャーマン・シェパードを贈られたが、やむを得ずその犬を他所に預けなければならなくなった。しかし、その犬は脱走し、彼のもとに戻ってきた。ヒトラーはプリンツの忠誠心に感嘆し、これを切っ掛けにジャーマン・シェパードという品種に対して強い好意を抱くようになった。
彼はまた「ムックル」という名前のジャーマン・シェパードを飼っていた。ブロンディの前に、ヒトラーは2頭のジャーマン・シェパードを飼っており、1頭は母親（1926年生まれ）で、もう1頭は娘（約1930年生まれ）で、どちらも「ブロンダ」と名付けられていた。1930年代に撮影された写真の一部では、若い方のブロンダが誤ってブロンディと記されている（ほとんどの説明文は後から足されたものである）。
1942年5月、ヒトラーはインゴルシュタットの郵便局の低級官僚からブロンディの相棒として、もう1匹の若いジャーマン・シェパードを購入し、彼はその犬をベラと名付けた。トラウデル・ユンゲの証言によると、エヴァ・ブラウンはネグスとシュタージという名前の2匹のスコティッシュ・テリアを非常に可愛がっており、彼女は通常、それらをブロンディから遠ざけていた。
ヒトラーは犬に対して嫉妬深く、他の人が犬に愛情を示すと腹を立てていた。医師のフェルディナント・ザウアーブルッフ曰く、1942年にザウアーブルッフがブロンディと遊んだために、ヒトラーからブロンディを殺すと脅されたらしい。通常は猫へ好意を寄せなかったヒトラーだが、ヴォルフスシャンツェに迷い込んだ猫に対しては同様の嫉妬心を抱いた。
ヒトラーは犬に対して非常に厳格で、彼らが命令に従わないと憤激し、そんな時はよく彼らに暴行を加えた。1920年代後半にヒトラーと交際していたマリア・ライターは、彼らの犬が喧嘩をした際、「ヒトラーが突然介入し、狂ったように馬用の鞭で犬を叩き、首輪を掴んで激しく揺さぶった」と述べている。彼女が「なぜそれほど残酷になれるのか」と尋ねると、彼は「必要だったからだ」と答えた。

## ブロンディの死
1945年4月29日、ヒトラーは同盟者のベニート・ムッソリーニとその愛人のクラーラ・ペタッチが4月28日にパルチザンの手で殺害され、死体が逆さ吊りにされたことを知った。この事実と、ソ連赤軍がヒトラーの居場所に迫っていたという事実が相まって、ヒトラーは自身も妻も捕虜にさせまいとする決意を固めた。同日午後、ヒトラーは反逆者と見做していたハインリヒ・ヒムラーの親衛隊（SS）を通じて受け取ったシアン化物カプセルが、偽物ではないかと疑いはじめた。カプセルの内容を確認するため、ヒトラーは軍医のヴェルナー・ハーゼを総統地下壕に召喚し、愛犬ブロンディにカプセルを投与した。ブロンディの口の中でシアン化物カプセルが潰され、ブロンディは死亡した。ブロンディの死骸を見つめるヒトラーは無表情だったが、完全な悲哀に暮れていたという。
ヨシフ・スターリンの依頼で作成された目撃証言に基づく報告書によると、ヒトラーの犬使い、フリッツ・トルノウ（英語版）は、1945年4月30日、ヒトラーとエヴァ・ブラウンが自殺した後、ブロンディの子犬をバンカー敷地内の庭で射殺した。トルノウはエヴァ・ブラウンの犬2匹、ゲルダ・クリスティアンの犬、そして自身のダックスフントも殺害した。トルノウは後に連合軍に捕らえられた。ヒトラーと面会し、総統官邸の救急救命室で働いていたエルナ・フレーゲル（英語版）は2005年、ブロンディの死はエヴァ・ブラウンの自殺よりも壕内の人々に大きく衝撃を与えたと述べた。 1945年5月2日にベルリンでの戦闘が終了した後、ヒトラー、ブラウン、2匹の犬（ブロンディとその子犬のヴルフと思われる）の遺体がソ連の防諜機関スメルシの一部隊により砲弾の着弾孔で発見された。ブロンディと思しき犬はソ連によって掘り起こされ、写真に撮られた。

## その他
- ヒトラーとブロンディの写真を収めた数多くのポストカードは、ヒトラーのプライベートで人間的な側面を伝えることを意図していた。1932年にヒトラーの専属写真家ハインリヒ・ホフマンによって出版された写真集『誰も知らないヒトラー』（Hitler,wie ihn keiner Kennt）のダストカバーの表紙には、山中でブロンディと一緒のヒトラーが写っている。「ブロンディとヒトラー」という題材は、ドイツの週刊ニュース映画でも使用され、大きな成功を収めた[36]。これらの写真は、ドイツの週刊ニュース映画でヒトラーの写真を専門に撮影していたカメラマン、ヴァルター・フレンツ（英語版）によって撮影された。

- ヒトラーの会談記録者であるヘンリー・ピッカー（英語版）は、自身の日記の中で「犬ではなく、機械と対峙しているように感じた」と記し、続けて「ヒトラーはこの動物から自らの意志を消し去ることを目的としていたのではないか」と疑問を呈している[37]。2001年に出版された自伝の中で、当時のヒトラーの秘書トラウデル・ユンゲは、ヒトラーはベルクホーフ、ベルリン、ヴォルフスシャンツェ、そして総統地下壕でも、常にブロンディをそばに置いていたと述べている[38]。